# Natrikalite
La natrikalite est un minéral mélange de halite et de sylvite. Décrit comme espèce minérale par Gilbert Joseph Adam en 1869, déclassé depuis au rang de mélange.